# Новые Пески (станция)
Но́вые Пески́ — железнодорожная станция на 451,2 перегона Застава — Иматозеро линии Суоярви — Томицы — Петрозаводск. Территориально расположена на востоке посёлка Новые Пески Эссойльского сельского поселения Пряжинского национального района Республики Карелия. Открыта в 1940 году. В бывшем пассажирском здании находится дежурный по станции, а также располагается пост ЭЦ, обеспечивающий  полуавтоблокировку на линии. Зал ожидания закрыт. Билетная касса отсутствует. Билеты приобретаются в штабном вагоне у начальника поезда. На станции останавливаются все проходящие пассажирские поезда.
Со 2 декабря 2019 года по станции планируют пустить новый пассажирский поезд Москва — Петрозаводск, который будет следовать через Тверь, Санкт-Петербург, Выборг, Сортавалу, Суоярви.
В середине 2010-х годов на станции был установлен новый пассажирский павильон, а также информационные таблички с названием станции.

## Прежнее название станции
В период с 1941 по 1944 год станция получила финское наименование Sotjärvi, по названию близлежащего озера Шотозеро.

## История
Строительство линии Суоярви — Петрозаводск протяженностью почти в 130 километров было начато в марте 1939 года в связи с началом Зимней войны. Участок был построен советскими строителями всего за 3,5 месяца, и уже в марте 1940 года на линии было открыто движение. С 1941 по 1944 Финляндия по новой захватила Олонецкий перешеек, в результате чего все станции и остановочные пункты линии получили финские наименования.

## Галерея
- Пути станции.
- Табличка.
- Вид в сторону Иматозера.
- Вид в сторону ст. Застава.